# Nosferatu (Art Zoyd)
Nosferatu is een muziekalbum van de Franse avant garde rockgroep Art Zoyd, dat in 1988 verscheen. Het album is een soundtrack voor de film Nosferatu van Friedrich Wilhelm Murnau uit 1921. Het was de eerste van een aantal soundtracks die Art Zoyd maakte voor stomme horrorfilms uit de jaren 20. 
De soundtrack werd gemaakt voor het festival Les Inattendus in Maubeuge. De laatste drie nummers van het album werden in 1987 gecomponeerd voor het ballet "Vorgänge Bewegungstheater" van Salzburg voor de 600ste verjaardag van het belfort van Béthune.

## Tracks
1. "L'œuf du serpent" - 5:40
2. "L'agent Renfield" - 3:17
3. "Le voyage de Harker" - 4:03
4. "Le matin" - 1:40
5. "Le château" - 4:14
6. "Nosferatu" - 2:42
7. "L'œuf du serpent II" - 3:00
8. "Rumeurs" - 2:35
9. "Rumeurs II" - 2:56
10. "Anaphase" - 4:08
11. "Le maître arrive" - 2:24
12. "Rumeurs III" - 2:39
13. "Les docteurs" - 2:28
14. "La peste" - 3:14
15. "Livre des vampires" - 1:47
16. "Anaphase II" - 4:58
17. "Le maître est mort" - 3:23
18. "Marées" - 8:33
19. "Beffroi" - 3:35
20. "Sleep no more" - 5:30

## Bezetting
- Patricia Dallio: piano, keyboards
- Gérard Hourbette: altviool, viool, piano, keyboards, percussie, tapes, samplers
- André Mergenthaler: cello, altsaxofoon
- Thierry Zaboitzeff: basgitaar, cello, stemmen, tapes, keyboards, percussie, samplers